# Brownville (New York)
Brownville ist eine Siedlung (Town) im Jefferson County im US-Bundesstaat New York. Das U.S. Census Bureau hat bei der Volkszählung 2020 eine Einwohnerzahl von 5.842 ermittelt.

## Geografie

### Geografische Lage
Brownville liegt im Norden der USA, einige Kilometer südlich der kanadischen Grenze und dem Sankt-Lorenz-Strom. Es handelt sich um ein weitgehend flaches, eiszeitlich geprägtes Gebiet mit einer Vielzahl von kleinen Seen und Wasserläufen, die in den Ontariosee und seine Zuflüsse münden. Der größte dieser Flussläufe ist der Black River, der die Town von Ost nach West durchquert. Der Fluss wird durch mehrere Wasserkraftwerke zur Energiegewinnung genutzt, davon sechs Werke mit einer Gesamtleistung von 39 MW auf dem Gebiet von Brownville.

### Nachbargemeinden
| Lyme       | Clayton    | Orleans   |
| Lyme       |            | Pamelia   |
| Hounsfield | Hounsfield | Watertown |

### Klima
|                       | Jan   | Feb   | Mär  | Apr  | Mai  | Jun  | Jul  | Aug  | Sep  | Okt  | Nov  | Dez  |   |      |
| Mittl. Tagesmax. (°C) | −1,8  | −0,8  | 4,3  | 12,2 | 18,5 | 23,6 | 26,3 | 25,6 | 21,3 | 14,8 | 7,9  | 0,9  | ⌀ | 12,8 |
| Mittl. Tagesmin. (°C) | −12,5 | −11,9 | −6,1 | 0,8  | 6,4  | 11,7 | 14,5 | 13,6 | 9,3  | 3,9  | −1,1 | −8,4 | ⌀ | 1,7  |
|                       |       |       |      |      |      |      |      |      |      |      |      |      |   |      |
| Niederschlag (mm)     | 64    | 54    | 55   | 65   | 69   | 63   | 60   | 76   | 83   | 76   | 82   | 74   | Σ | 821  |
|                       |       |       |      |      |      |      |      |      |      |      |      |      |   |      |
| Regentage (d)         | 16    | 13    | 12   | 12   | 11   | 11   | 9    | 9    | 10   | 12   | 14   | 16   | Σ | 145  |
|                       |       |       |      |      |      |      |      |      |      |      |      |      |   |      |
| Luftfeuchtigkeit (%)  | 77    | 77    | 74   | 72   | 70   | 70   | 71   | 72   | 75   | 74   | 77   | 78   | ⌀ | 73,9 |

| −12,5 |

| −11,9 |

| −6,1 |

| 0,8 |

| 6,4 |

| 11,7 |

| 14,5 |

| 13,6 |

| 9,3 |

| 3,9 |

| −1,1 |

| −8,4 |

| −12,5 |

| −11,9 |

| −6,1 |

| 0,8 |

| 6,4 |

| 11,7 |

| 14,5 |

| 13,6 |

| 9,3 |

| 3,9 |

| −1,1 |

| −8,4 |

## Geschichte
Für eine ausführlichere Schilderung der Vorgeschichte dieser Umgebung siehe das Kapitel Geschichte des Artikels zu Jefferson County.
Bis zum Vertragsschluss mit der US-Regierung im September 1788 gehörte das Land, auf dem später die Town Brownville entstand, zu den Jagdgründen der Oneida, einem Stamm der Irokesen. Das Land wurde, wie während der Besiedlungsphase durch die Europäer üblich, zunächst in sehr großen Abschnitten verkauft (hier: 1791 an Alexander Macomb), weiter aufgeteilt und Stück für Stück zur Besiedlung vorbereitet. Brownville lag in Macombs Trakt Nr. 4, der am 12. April 1793 an einen französischen Landkäufer (Peter Chassanis) veräußert wurde, der die Landerschließung und Verkäufe seinerseits an einen Händler aus New York beauftragte. Ab 1796 wurde die Region erkundet, erste Urbarmachungen erfolgten ab 1799. 1800 wurde die erste Sägemühle – wichtig für den Hausbau der Siedler – errichtet; ebenfalls 1800 kamen die ersten Siedler an.
Die Town wurde als eigenständige Gemeinde am 1. April 1802 als Abspaltung der bereits bestehenden Town Leyden gegründet und nach dem ersten Siedler, dem aus Pennsylvania stammenden Jacob Brown, benannt. Die konstituierende Stadtversammlung fand am 1. März 1803 statt. Die Town war zu diesem Zeitpunkt noch erheblich größer als heute und umfasste auch die Flächen der später abgetrennten Towns LeRay (abgetrennt 1806), Lyme (1818), Pamelia (1819); Orleans und einen Teil von Alexandria (1821).
Nach der Gründung von Jefferson County im Jahr 1805 gab es Bestrebungen, den County Seat hier anzusiedeln, doch wurde das benachbarte Watertown dazu bestimmt. Auch die Bemühungen, den Black River bis Brownville schiffbar zu machen und den Ort zum Hafen der Region zu machen scheiterten zugunsten von Sackets Harbor.
Am 10. April 1810 fuhr die erste regelmäßige Postkutsche von Whitestown über Rome, Camden, Adams und Sackets Harbor hierher; eine zweite Linie wurde zeitgleich nach Harrisburg über Champion und Watertown nach Port Putnam eröffnet. Am 30. April 1816 wurde eine weitere Linie nach Cape Vincent eingerichtet.
Als Hauptsiedlung kristallisierte sich rasch das am Black River gelegene Brownville Village heraus. Die Wasserkraft des Flusses wurde zum Antrieb diverser Betriebe genutzt. Um 1812 bestand der Ort aus 20 Häusern, mehreren Geschäften, einer Schule, einer Getreidemühle, einem Sägewerk und einer Whiskeybrennerei (gegründet 1805). 1820 wurden bereits 60 Wohnhäuser verzeichnet, eine Woll- und eine Baumwollspinnerei, eine Nagelschmiede, fünf Getreidemühlen, sieben Sägemühlen sowie zwei Schnapsbrennereien. Der Ort wurde am 5. April 1828 zum Village erklärt.
1852 erreichte die Rome, Watertown and Ogdensburg Railroad (RW&O) die Town; Stationen wurden in der Hauptsiedlung Brownville Village sowie in der kleinen, noch heute existierenden Siedlung Limerick eingerichtet.
1890 waren fünf Papiermühlen in Brownville Village verzeichnet, die heute, soweit sie noch betrieben werden, zu Neenah, Inc. gehören.
Im Zuge der Weltwirtschaftskrise ab 1929 wurde Brownville nur wenig beeinträchtigt; gleichwohl gab es eine leichte Abwanderung von Einwohnern insbesondere in die Orte der Ostküste der Vereinigten Staaten. Die meisten Geschäfte und Fabriken überlebten die Krise aber mit nur geringen Einbußen.
Die Landflucht der Jahre nach dem Zweiten Weltkrieg und die Modernisierung der Industrie bescherten der Town einen kräftigen Aufschwung, der bis heute anhält.

### Religionen
In der Town wurde, wie während der Besiedlungsphase der Vereinigten Staaten üblich, sehr rasch eine erste Kirchengemeinde gegründet: am 7. September 1806 entstand die „The Brownville Baptist Church“. Während in Neugründungen aber in den ersten Jahren nach der Gründung nur drei oder vier Gemeinden entstanden, wurden in Brownville von 1818 bis 1847 gleich neun weitere Kirchengemeinde diverser christlicher Richtungen gegründet: Methodisten, Presbyterianer, Episcopale und Universalisten diverser Ausrichtungen.
Aktuell (Stand: 2020) sind zwei Drittel aller Einwohner konfessionslos, 18,2 % Katholiken, 0,1 % orthodoxe Juden und Angehörige anderer protestantischer Gruppen.

### Einwohnerentwicklung
| Jahr      | 1800 | 1810 | 1820 | 1830 | 1840 | 1850 | 1860 | 1870 | 1880 | 1890 |
| --------- | ---- | ---- | ---- | ---- | ---- | ---- | ---- | ---- | ---- | ---- |
| Einwohner | –    | ??   | 3990 | 2938 | 3968 | 4282 | 3966 | 3219 | 2624 | 3110 |
| Jahr      | 1900 | 1910 | 1920 | 1930 | 1940 | 1950 | 1960 | 1970 | 1980 | 1990 |
| Einwohner | 3693 | 3615 | 3856 | 3489 | 3671 | 3806 | 3985 | 4321 | 5113 | 5604 |
| Jahr      | 2000 | 2010 | 2020 | 2030 | 2040 | 2050 | 2060 | 2070 | 2080 | 2090 |
| Einwohner | 5839 | 6263 | 5842 |      |      |      |      |      |      |      |

## Wirtschaft und Infrastruktur
Der Ort ist sehr stark land- und forstwirtschaftlich geprägt, einschließlich der notwendigen lokalen Handwerker und Händler. Wichtigstes Einzelunternehmen ist eine Niederlassung des Papierproduzenten Neenah, Inc., die 6,9 % aller Arbeitnehmer in Brownville beschäftigt. Andere wichtige Berufsgruppen sind die öffentliche Verwaltung (12,9 %), Lehrpersonal (10,0 %) und Gesundheitsversorgung (8,0 %). Die Arbeitslosenquote lag im März 2019 bei 6,3 % (zum Vergleich: im Bundesstaat New York lag zum selben Zeitpunkt der Schnitt bei 4,1 %).

### Öffentliche Einrichtungen
Brownville verfügt über eine öffentliche Bücherei mit rund 10.000 Büchern. Andere öffentliche Einrichtungen sind nicht aufgeführt.

### Bildung
In Brownville ist eine Grund- und Mittelschule mit Klassenstufen von der Vorschule bis zur sechsten Klasse mit etwa 520 Schülern angesiedelt. Für weiterführende Schulen müssen die Schüler ins benachbarte Watertown fahren. Die nächstgelegenen Colleges finden sich in Watertown, Oswego und Syracuse, die nächsten Universitäten in Oswego, Canton, Potsdam und Syracuse.